# 大墩路
大墩路為台灣台中市主要道路之一，呈南北向，共分大墩路與大墩南路。北抵臺灣大道，往北接何厝街，往南過南屯路後續接大墩南路，南端至三民西路為止。

## 本道路客運
| 編號 | 業者     | 路線                       | 行駛區間         |
| ---- | -------- | -------------------------- | ---------------- |
| 23   | 統聯客運 | 中清同榮路口－中興東南路口 | 臺灣大道－公益路 |
| 60   | 台中客運 | 坪頂－大智公園             | 大業路－永春東路 |
| 綠1  | 中鹿客運 | 松竹旱溪西路口－仁友停車場 | 大業路－永春東路 |

## 行經行政區域
（由北至南）
- 西屯區
- 南屯區
- 西區：萬壽棒球場週邊
- 南屯區

## 沿線設施
（由北至南）
| | |
| 大墩路 臺灣大道二段 - 玉山銀行大墩分行 - 台新銀行西台中分行 公益路二段 - 大墩食衣生活廣場 - 柯旅天閣飯店 向上路一段 - 萬壽棒球場 - 臺中市政府警察局第四分局大墩派出所 五權西路二段 南屯路二段 | 大墩南路 - 伊斯蘭教台中清真寺 永春東路 - 臺中市南屯區永春國民小學 - 好市多台中店 - 迪卡儂南屯店 三民西路 |